# Lanýžovníkovití
Lanýžovníkovití (Leiodidae) je čeleď brouků s celosvětovým rozšířením, ve které bylo popsáno kolem 2 000 druhů. Členům této čeledi se říká lanýžovníci pro jejich kulovitý tvar, který mají některé druhy, ačkoliv jiné druhy jsou spíše protáhlého tvaru. Obecně jsou to malí nebo velmi malí brouci (méně než 10 mm délky) a mnohé (avšak ne všechny) druhy mají paličkovitá tykadla.
Dospělí jedinci (imaga) a larvy těchto brouků se živí houbami rostoucích na rozkládajících se zbytcích rostlinného nebo živočišného původu. Některé druhy se běžně vyskytují v hnízdech ptáků a peleších savců.

## Podčeledi a rody
- Podčeleď Cholevinae
  - Catops (Paykull, 1798)
  - Choleva (Latreille, 1796)
  - Nargus (Thomson, 1867)
  - Parabathyscia (Jeannel, 1908)
  - Ptomaphagus (Illiger, 1798)
  - Sciodrepoides (Hatch, 1933)
- Podčeleď Coloninae
  - Colon (Herbst, 1797)
- Podčeleď Leiodinae
  - Agathidium (Panzer, 1797)
  - Amphicyllis (Erichson, 1845)
  - Anisotoma (Panzer, 1796)
  - Colenis (Erichson, 1842)
  - Leiodes (Latreille, 1796)